# Liste der Kulturdenkmale in Naumburg (Saale)/Ortsteile
In der  Liste der Kulturdenkmale in Naumburg (Saale)/Ortsteile sind alle Kulturdenkmale der Ortsteile der Stadt Naumburg (Saale) außerhalb der Kernstadt aufgelistet. Grundlage ist das Denkmalverzeichnis des Landes Sachsen-Anhalt, das auf Basis des Denkmalschutzgesetzes des Landes Sachsen-Anhalt vom 21. Oktober 1991 durch das Landesamt für Denkmalpflege und Archäologie Sachsen-Anhalt erstellt und seither laufend ergänzt wurde (Stand: 31. Dezember 2023).

## Kulturdenkmale nach Ortsteilen

### Naumburg (Saale)
Kulturdenkmale in der Kernstadt siehe unter Liste der Kulturdenkmale in Naumburg (Saale).

### Almrich
| Lage                            | Bezeichnung    | Beschreibung                                                                          | Erfassungs- nummer | Ausweisungsart | Bild           |
| ------------------------------- | -------------- | ------------------------------------------------------------------------------------- | ------------------ | -------------- | -------------- |
| Altalmrich (Karte)              | Kirche         | St. Georg                                                                             | 094 83642          | Baudenkmal     | Weitere Bilder |
| Altalmrich 1 (Karte)            | Bauernhof      |                                                                                       | 094 83647          | Baudenkmal     | BW             |
| Altalmrich 8 (Karte)            | Bauernhaus     |                                                                                       | 094 83643          | Baudenkmal     | BW             |
| Altalmrich 10 (Karte)           | Bauernhof      |                                                                                       | 094 83644          | Baudenkmal     | BW             |
| Altalmrich 12 (Karte)           | Schule         | Alte Schule                                                                           | 094 83645          | Baudenkmal     | BW             |
| Altalmrich 41 (Karte)           | Bauernhof      |                                                                                       | 094 83646          | Baudenkmal     | BW             |
| Hauptstraße, Lindenberg (Karte) | Kriegerdenkmal | Denkmal für den Deutsch-Französischen Krieg und für die Gefallenen des 1. Weltkrieges | 094 83649          | Baudenkmal     | Weitere Bilder |
| Hauptstraße 11 (Karte)          | Bäckerei       |                                                                                       | 094 83648          | Baudenkmal     | BW             |
| Hauptstraße 35 (Karte)          | Wohnhaus       |                                                                                       | 094 83650          | Baudenkmal     | BW             |
| Hauptstraße 37 (Karte)          | Mühle          |                                                                                       | 094 83651          | Baudenkmal     | Mühle          |
| Sachsenholzstraße 50 (Karte)    | Aussichtsturm  | Bismarckturm                                                                          | 094 83641          | Baudenkmal     | Weitere Bilder |

### Bad Kösen
| Lage | Bezeichnung    | Beschreibung | Erfassungs- nummer | Ausweisungsart               | Bild |
| --- | -------------- | --- | ------------------ | ---------------------------- | --- |
| Oberhalb des Ilskeweges Am Steilhang gegen Fränkenau (Karte)                                                | Denkmal        | Friedenssteine | 094 95547          | Baudenkmal                   | Denkmal |
| Östlich der Bahnhofsstraße, westlich der Straße Am Rechenberg, zweigeteilt durch die Saale (Karte)          | Park           | Kurpark | 094 83214          | Baudenkmal                   | Weitere Bilder |
| Am Kunstgestänge (Karte)                                                                                    | Sammlung       | Sammlung Käthe-Kruse-Puppen im Romanischen Haus | 107 20022          | bewegliches Kulturdenkmal    | BW |
| Am Rechenberg (Karte)                                                                                       | Kirche         | Die katholische Christ-Königs-Kirche wurde 1937/38 von Wilhelm Ulrich im Stil der Neuen Sachlichkeit errichtet. Sie steht auf einem polygonalen Grundriss und besitzt ein hohes Zeltdach. | 094 83224          | Baudenkmal                   | Weitere Bilder |
| Am Rechenberg 8 (Karte)                                                                                     | Wohnhaus       | | 094 83225          | Baudenkmal                   | BW |
| Am Rechenberg 1, 4, 6, 8, 12 (Karte)                                                                        | Siedlung       | Die als Gartenstadt am Rechenberg geplante Siedlung wurde 1910 vom Architekten Paul Schultze aus Naumburg begonnen, jedoch nur zum Teil vollendet. Erwähnenswert sind die Villa Schwalbennest (Nr. 1) sowie das Wohnhaus Nr. 8 in klassizistischen Formen. | 094 83226          | Denkmalbereich               | BW |
| Am Rechenberg Rudolf-Breitscheid-Straße (Karte)                                                             | Friedhof       | Der Friedhof wurde im Jahr 1845 angelegt und ist in dieser historischen Form weitgehend erhalten geblieben. Aus der Zeit der Errichtung stammt auch die Kapelle. Die Achsen werden durch Alleen betont. Einige der vorhandenen Grabdenkmäler reichen bis in die Zeit des Jugendstils zurück. | 094 83219          | Baudenkmal                   | Friedhof |
| Am Sohlschacht, Loreleypromenade, Rudolf-Breitscheid-Straße (Karte)                                         | Saline         | Die Saline ist ein noch in Funktion befindliches kultur- und technikgeschichtliches Denkmal. Die Anlage besteht aus Gradierwerk mit Bohrturm, Soleschacht, Doppelfeldgestänge sowie den Radhäusern mit ihren unterschlächtigen Wasserrädern. Der Schacht der Anlage wurde in den Jahren 1731 bis 1735 abgeteuft und in den folgenden Jahren wurde das Werk weiter ausgebaut. In den Jahren 1779 und 1780, sowie 1809 wurde das 320 Meter lange Gradierwerk errichtet, 1818 und 1819 erfolgten Instandsetzungsarbeiter an der Anlage. | 094 83220          | Baudenkmal                   | Weitere Bilder |
| Rudolf-Breitscheid-Straße (Karte)                                                                           | Gradierwerk    | Gradierwerk | 094 83220 001      | Teilobjekt eines Baudenkmals | Weitere Bilder |
| An der Brücke 1 (Karte)                                                                                     | Mühle          | Saalemühle | 094 30019          | Baudenkmal                   | Weitere Bilder |
| An der Brücke 3 (Karte)                                                                                     | Wohnhaus       | Wohnhaus | 094 83215          | Baudenkmal                   | BW |
| Bahnhofsstraße 2 (Karte)                                                                                    | Bahnhof        | Nach Abriss eines großen Teils des Gebäudes 2013 nur noch der Mittelteil erhalten | 094 83205          | Baudenkmal                   | Weitere Bilder |
| Berbigstraße 16 (Karte)                                                                                     | Wohnhaus       | | 094 83227          | Baudenkmal                   | BW |
| Borlachstraße 1, 1a, 2, 2a, 2b Lindenstraße 1 bis 19, 19a, 19b (Karte)                                      | Straßenzeile   | | 094 30020          | Denkmalbereich               | [[Vorlage:Bilderwunsch/code!/C:51.132829,11.715664!/D:Borlachstraße 1, 1a, 2, 2a, 2b Lindenstraße 1 bis 19, 19a, 19b,!/\|BW]]                                      |
| Borlachstraße 5 (Karte)                                                                                     | Keller         | | 107 05070          | Baudenkmal                   | BW |
| Eckartsbergaer Straße 2 (Karte)                                                                             | Badehaus       | ehem. Wilhelmsbad | 107 05061          | Baudenkmal                   | BW |
| Eckartsbergaer Straße 5 (Karte)                                                                             | Villa          | | 094 83241          | Baudenkmal                   | BW |
| Eckartsbergaer Straße 20 (Karte)                                                                            | Hotel          | Wilhelmsburg | 094 83238          | Baudenkmal                   | Weitere Bilder |
| Friedrich-Ebert-Straße 22 (Karte)                                                                           | Sanatorium     | | 094 83236          | Baudenkmal                   | BW |
| Friedrich-Ebert-Straße 24 (Karte)                                                                           | Villa          | | 094 83240          | Baudenkmal                   | BW |
| Gerstenbergkpromenade 3 (Karte)                                                                             | Wohnhaus       | | 094 83243          | Baudenkmal                   | BW |
| Gerstenbergkpromenade 11 (Karte)                                                                            | Wohnhaus       | | 094 83244          | Baudenkmal                   | BW |
| Gerstenbergkpromenade 12 bis 15 (Karte)                                                                     | Straßenzeile   | | 094 83245          | Denkmalbereich               | BW |
| Ilskeweg 2 (Karte)                                                                                          | Villa          | Villa Ilske | 094 30021          | Baudenkmal                   | Villa |
| Ilskeweg 3 (Karte)                                                                                          | Weinberghaus   | | 094 95548          | Baudenkmal                   | BW |
| Ilskeweg 4 (Karte)                                                                                          | Weinberghaus   | Das Weinberghaus befindet sich am oberen Rand des westlichen Saalesteilhangs. Der pavillonartige Bau wurde um 1900 vom damaligen Landeskonservator Robert Hieke geplant. Die aus der Bauzeit stammende Innenausstattung ist komplett erhalten. | 094 95549          | Baudenkmal                   | BW |
| Kalkwerkstraße Ca. 1,5 km westlich der Ortslage an der Kalkwerkstraße am Abzweig Richtung Stenndorf (Karte) | Wegweiser      | | 107 20016          | Kleindenkmal                 | [[Vorlage:Bilderwunsch/code!/C:51.120423,11.691833!/D:Kalkwerkstraße Ca. 1,5 km westlich der Ortslage an der Kalkwerkstraße am Abzweig Richtung Stenndorf,!/\|BW]] |
| Käthe-Kruse-Straße 2 (Karte)                                                                                | Villa          | Russische Villa | 094 83228          | Baudenkmal                   | BW |
| Käthe-Kruse-Straße 17, 18 (Karte)                                                                           | Wohnhaus       | | 094 30063          | Baudenkmal                   | BW |
| Lindenstraße (Karte)                                                                                        | Denkmal        | | 094 83249          | Baudenkmal                   | BW |
| Lindenstraße (Karte)                                                                                        | Kirche         | Die evangelische Lutherkirche ist ein neugotischer Werksteinbau aus dem Jahr 1894. Sie ist dreischiffig und besitzt eine kreuzrippengewölbte Halle. Die vollständig erhaltene Ausstattung besteht aus der Bauzeit der Kirche. | 094 83248          | Baudenkmal                   | Weitere Bilder |
| Lindenstraße In Grünanlage südlich der Kirche (Karte)                                                       | Gedenkstein    | Sühnekreuz | 094 83247          | Kleindenkmal                 | [[Vorlage:Bilderwunsch/code!/C:51.13472,11.717134!/D:Lindenstraße In Grünanlage südlich der Kirche,!/\|BW]]                                                        |
| Naumburger Straße (Karte)                                                                                   | Brücke         | Die Saalebrücke wurde 1893 anstelle einer, bei einem Hochwasser 1890 eingestürzten Brücke errichtet. An der Bogenbrücke mit Brückenhäuschen befindet sich eine vom Vorgängerbau übernommene Bildnische, das spätgotische Muttergotteshäuschen. | 094 83216          | Baudenkmal                   | Weitere Bilder |
| Parkstraße (Karte)                                                                                          | Brunnenhaus    | Die sogenannte Herzog-Georg-Halle ist das Brunnenhaus der Johannis- und Mühlquelle im Kurpark. Es wurde 1909 von Eduard Steyer errichtet. Das Gebäude mit Mansarddach wurde im Jugendstil errichtet und erinnert an barocke Pavillons. | 094 83210          | Baudenkmal                   | Brunnenhaus |
| Parkstraße (Karte)                                                                                          | Denkmal        | | 094 83211          | Baudenkmal                   | Denkmal |
| Parkstraße (Karte)                                                                                          | Kriegerdenkmal | | 094 83212          | Baudenkmal                   | Kriegerdenkmal |
| Parkstraße 3 (Karte)                                                                                        | Stall          | Der ehemalige Eselstall der Villa Krüger wurde zwischen 1880 und 1890 unter Verwendung altdeutscher Formen im Stil des Historismus errichtet. Der niedrige Mitteltrakt ist von pavillonartigen Seitenflügeln eingefasst. | 094 83209          | Baudenkmal                   | BW |
| Parkstraße 4 (Karte)                                                                                        | Kurmittelhaus  | Das Kurmittelhaus wurde in den Jahren 1910 bis 1911 im neuklassizistischen Stil errichtet. Die Entwürfe zum Bau stammen von einem Baurat Schmidt und haben einen Bau in Baden-Baden zum Vorbild. | 094 83208          | Baudenkmal                   | Weitere Bilder |
| Parkstraße 8 (Karte)                                                                                        | Badehaus       | Das Badehauswurde in den Jahren 1926 und 1927 als medizinische Badeanstalt errichtet. Das Gebäude besteht aus einem Mitteltrakt und seitlichen Pavillons. Rundbogenfenster bestimmen die Gliederung am Bauwerk. | 094 83207          | Baudenkmal                   | Weitere Bilder |
| Parkstraße 12 bis 14 Rudelsburgpromenade 1 bis 7 (Karte)                                                    | Straßenzeile   | | 094 83206          | Denkmalbereich               | [[Vorlage:Bilderwunsch/code!/C:51.130652,11.719805!/D:Parkstraße 12 bis 14 Rudelsburgpromenade 1 bis 7,!/\|BW]]                                                    |
| Rudolf-Breitscheid-Straße 2 (Karte)                                                                         | Sanatorium     | Mutiger Ritter | 094 83221          | Baudenkmal                   | Weitere Bilder |
| Rudolf-Breitscheid-Straße 4, 4a, 4b (Karte)                                                                 | Klosterhof     | Romanisches Haus | 094 83217          | Baudenkmal                   | Weitere Bilder |
| Saalberge 17 (Karte)                                                                                        | Wohnhaus       | | 094 83233          | Baudenkmal                   | BW |
| Saalberge 21, 23 (Karte)                                                                                    | Wohnhaus       | | 094 83232          | Baudenkmal                   | BW |
| Saalstraße 16 (Karte)                                                                                       | Wohnhaus       | | 094 83235          | Baudenkmal                   | BW |
| Saalstraße 28 (Karte)                                                                                       | Wohnhaus       | | 094 83234          | Baudenkmal                   | BW |
| Schmettaustraße 14 (Karte)                                                                                  | Villa          | Villa Kunterbunt | 094 83237          | Baudenkmal                   | BW |

### Beuditz
| Lage                            | Bezeichnung | Beschreibung | Erfassungs- nummer | Ausweisungsart | Bild  |
| ------------------------------- | ----------- | ------------ | ------------------ | -------------- | ----- |
| Gestewitzer Straße 4 (Karte)    | Bauernhof   |              | 094 83653          | Baudenkmal     | BW    |
| Gestewitzer Straße 3, 4 (Karte) | Göpel       |              | 094 83652          | Baudenkmal     | Göpel |
| Wethautalstraße 5 (Karte)       | Mühle       |              | 094 83654          | Baudenkmal     | BW    |

### Boblas
| Lage                                                   | Bezeichnung        | Beschreibung                    | Erfassungs- nummer | Ausweisungsart | Bild |
| ------------------------------------------------------ | ------------------ | ------------------------------- | ------------------ | -------------- | --- |
| Am Bielbach 4 (Karte)                                  | Wirtschaftsgebäude |                                 | 094 83658          | Baudenkmal     | BW |
| Boblaser Straße (Karte)                                | Kriegerdenkmal     |                                 | 094 83660          | Baudenkmal     | Kriegerdenkmal                                                                                               |
| Boblaser Straße 21 (Karte)                             | Schule             |                                 | 094 83659          | Baudenkmal     | BW |
| Im Winkel (Karte)                                      | Kirche             | Hauptartikel: Dorfkirche Boblas | 094 83661          | Baudenkmal     | Weitere Bilder                                                                                               |
| Mühlenweg 4 (Karte)                                    | Bauernhof          |                                 | 094 83663          | Baudenkmal     | BW |
| Mühlenweg 5 (Karte)                                    | Bauernhof          |                                 | 094 83662          | Baudenkmal     | BW |
| Mühlenweg 16 Im Garten, etwa parallel zum Bach (Karte) | Grenzstein         |                                 | 094 84408          | Kleindenkmal   | [[Vorlage:Bilderwunsch/code!/C:51.10829,11.828941!/D:Mühlenweg 16 Im Garten, etwa parallel zum Bach,!/\|BW]] |
| Pfaffenberg 2 (Karte)                                  | Bauernhof          |                                 | 094 83664          | Baudenkmal     | BW |
| Schafsgasse (Karte)                                    | Gedenkstein        | Sühnekreuz                      | 094 83667          | Kleindenkmal   | BW |
| Schafsgasse 3 (Karte)                                  | Bauernhof          |                                 | 094 83665          | Baudenkmal     | BW |
| Schafsgasse 5 (Karte)                                  | Bauernhof          |                                 | 094 83666          | Baudenkmal     | BW |

### Crölpa
| Lage                                                          | Bezeichnung | Beschreibung                             | Erfassungs- nummer | Ausweisungsart | Bild |
| ------------------------------------------------------------- | ----------- | ---------------------------------------- | ------------------ | -------------- | --- |
| Dorfstraße 54 Im Vorgarten des Anwesens Dorfstraße 54 (Karte) | Gedenkstein |                                          | 094 95628          | Kleindenkmal   | [[Vorlage:Bilderwunsch/code!/C:51.105075,11.733544!/D:Dorfstraße 54 Im Vorgarten des Anwesens Dorfstraße 54,!/\|BW]] |
| Südwestlich des Ortes auf Anhöhe (Karte)                      | Wasserturm  | Wasserturm Crölpa-Löbschütz, erbaut 1935 | 094 95627          | Baudenkmal     | Weitere Bilder |

### Eulau
| Lage                                          | Bezeichnung  | Beschreibung                   | Erfassungs- nummer | Ausweisungsart | Bild           |
| --------------------------------------------- | ------------ | ------------------------------ | ------------------ | -------------- | -------------- |
| Nordöstlich der Ortslage am Saalehang (Karte) | Weinberghaus |                                | 094 81304          | Baudenkmal     | BW             |
| Am Schloß 7, 9 (Karte)                        | Rittergut    |                                | 094 81303          | Baudenkmal     | Rittergut      |
| Dorfstraße (Karte)                            | Kirche       | Hauptartikel: Dorfkirche Eulau | 094 81302          | Baudenkmal     | Weitere Bilder |

### Flemmingen
| Lage                                                 | Bezeichnung  | Beschreibung | Erfassungs- nummer | Ausweisungsart | Bild           |
| ---------------------------------------------------- | ------------ | ------------ | ------------------ | -------------- | -------------- |
| Dorfstraße 22, 24, 26, 28 (Karte)                    | Straßenzeile |              | 094 82892          | Denkmalbereich | Straßenzeile   |
| Dorfstraße 32, 34, 36, 38 bis 65, 67, 69, 71 (Karte) | Straßenzug   |              | 094 82889          | Denkmalbereich | Straßenzug     |
| Mönchshof (Karte)                                    | Kirche       |              | 094 82891          | Baudenkmal     | Weitere Bilder |
| Mönchshof 1 (Karte)                                  | Pfarrhof     |              | 094 82890          | Baudenkmal     | Pfarrhof       |

### Freiroda
| Lage                  | Bezeichnung | Beschreibung | Erfassungs- nummer | Ausweisungsart | Bild |
| --------------------- | ----------- | ------------ | ------------------ | -------------- | ---- |
| Dorfstraße 10 (Karte) | Toranlage   |              | 094 95629          | Baudenkmal     | BW   |

### Fränkenau
| Lage                                    | Bezeichnung   | Beschreibung | Erfassungs- nummer | Ausweisungsart | Bild           |
| --------------------------------------- | ------------- | ------------ | ------------------ | -------------- | -------------- |
| Südlich, außerhalb der Ortslage (Karte) | Wasserhaltung | Wasserturm   | 094 95546          | Baudenkmal     | Weitere Bilder |
| Dorfstraße 8 (Karte)                    | Herrenhaus    |              | 094 95545          | Baudenkmal     | Herrenhaus     |

### Großjena
| Lage                                                                 | Bezeichnung        | Beschreibung | Erfassungs- nummer | Ausweisungsart               | Bild |
| -------------------------------------------------------------------- | ------------------ | --- | ------------------ | ---------------------------- | --- |
| Westlich Unstrutbrücke (Karte)                                       | Sühnekreuz         | Sühnekreuz | 107 05110          | Kleindenkmal                 | Sühnekreuz |
| Blütengrund (Karte)                                                  | Fährwindenhaus     | | 094 16364          | Baudenkmal                   | Fährwindenhaus |
| Blütengrund (Karte)                                                  | Weinberg           | Klinger-Weinberg | 094 09752          | Baudenkmal                   | Weinberg |
| Blütengrund, Telegrafenweg (Karte)                                   | Weinberg, Siedlung | Weinberg, Siedlung, am 3. November 2015 als Denkmal ausgewiesen |                    | Denkmalbereich               | BW |
| Blütengrund 3 (Karte)                                                | Villa              | | 094 16362          | Baudenkmal                   | Weitere Bilder |
| Blütengrund 4 (Karte)                                                | Villa              | | 094 16363          | Baudenkmal                   | BW |
| Blütengrund 8 (Karte)                                                | Fährhaus           | | 094 10698          | Baudenkmal                   | Fährhaus |
| Blütengrund 10 Oberhalb von Blütengrund Nr. 18/44 und 18/105 (Karte) | Weinberghaus       | | 094 16367          | Baudenkmal                   | [[Vorlage:Bilderwunsch/code!/C:51.17692,11.811854!/D:Blütengrund 10 Oberhalb von Blütengrund Nr. 18/44 und 18/105,!/\|BW]]  |
| Blütengrund 10 (Karte)                                               | Winzergut          | | 094 16370          | Baudenkmal                   | Winzergut |
| Blütengrund 11 (Karte)                                               | Weinberg           | Das am Eingang zum Steinauerschen Weinberg befindliche Barockportal wird mit einer Inschrift auf das Jahr 1722 datiert. Über der ersten Terrasse befinden sich auf etwa 200 Meter Länge Sandsteinreliefs mit meist biblischen Inhaltsdarstellungen. Die Reliefs aus dem Jahr 1722 sind Stiftungen von Freunden des Besitzers und stammen vermutlich alle von einem Bildhauer. Vom selben Künstler und auch gleichzeitig wurden die ehemals sieben, jetzt noch fünf vorhandenen Sandsteinfiguren auf der Brüstung des barocken Sommerhäuschens über dem Weinberg geschaffen. | 094 09954          | Baudenkmal                   | Weitere Bilder |
| Blütengrund 12 (Karte)                                               | Villa              | Villa Haupt | 094 16369          | Baudenkmal                   | BW |
| Blütengrund 18/19 Flur 15, Flurstück 76/7 (Karte)                    | Weinberghaus       | | 094 16365          | Baudenkmal                   | [[Vorlage:Bilderwunsch/code!/C:51.177117,11.803024!/D:Blütengrund 18/19 Flur 15, Flurstück 76/7,!/\|BW]]                    |
| Blütengrund 18/33 (Karte)                                            | Villa              | | 094 16366          | Baudenkmal                   | Villa |
| Blütengrund 18/20 Flur 15, Flurstück 76/8 (Karte)                    | Weinberghaus       | | 094 30065          | Baudenkmal                   | [[Vorlage:Bilderwunsch/code!/C:51.177111,11.803328!/D:Blütengrund 18/20 Flur 15, Flurstück 76/8,!/\|BW]]                    |
| Blütengrund 18/49, 18/50 Flur 14, Flurstück 83/34 (Karte)            | Weinberg           | Weinberg Tuschner | 094 16368          | Baudenkmal                   | [[Vorlage:Bilderwunsch/code!/C:51.17617,11.816652!/D:Blütengrund 18/49, 18/50 Flur 14, Flurstück 83/34,!/\|BW]]             |
| Blütengrund 20 Am nördlichen Saalehochufer, an der Hangkante (Karte) | Weinberghaus       | | 094 30060          | Baudenkmal                   | [[Vorlage:Bilderwunsch/code!/C:51.178544,11.811798!/D:Blütengrund 20 Am nördlichen Saalehochufer, an der Hangkante,!/\|BW]] |
| Dobichauer Straße (Karte)                                            | Park               | | 094 16356          | Baudenkmal                   | Weitere Bilder |
| Dorfplatz (Karte)                                                    | Kirche             | Kirche Die evangelische Kirche des Ortes befindet sich in beherrschender Lage über dem Ort und ist ein romanisierender Neubau aus den Jahren 1893–1895, welcher nach einem Entwurf von Johann Gottfried Werner errichtet wurde. Bemerkenswert ist die ornamentale Ausmalung, welche in der Apsis frühchristlichen Kirchen nachempfunden ist. Die Orgel wurde im Jahr 1895 durch Friedrich Ladegast errichtet. Die Bronzeglocke stammt aus Laucha und wurde im Jahr 1792 dort durch die Gebrüder Ulrich gegossen.                                                            | 094 09946          | Baudenkmal                   | Weitere Bilder |
| Dorfplatz                                                            | Kriegerdenkmal     | Kriegerdenkmal | 094 18824          | Baudenkmal                   | |
| Dorfplatz                                                            | Kriegerdenkmal     | Kriegerdenkmal | 094 18825          | Baudenkmal                   | |
| Dorfplatz 3, 5, 7, 8, 9 Max-Klinger-Straße 10, 15 (Karte)            | Platz              | | 094 16352          | Denkmalbereich               | Platz |
| Gutsstraße 1 (Karte)                                                 | Tagelöhnerhaus     | | 094 10730          | Baudenkmal                   | BW |
| Max-Klinger-Straße 10 (Karte)                                        | Schule             | Schule | 094 16347          | Baudenkmal                   | BW |
| Max-Klinger-Straße 22, 24 Schmiedegasse 21, 23, 25 (Karte)           | Gutshof            | Rittergut | 094 30122          | Baudenkmal                   | [[Vorlage:Bilderwunsch/code!/C:51.190028,11.790062!/D:Max-Klinger-Straße 22, 24 Schmiedegasse 21, 23, 25,!/\|BW]]           |
| Max-Klinger-Straße 24 (Karte)                                        | Herrenhaus         | Herrenhaus | 094 30122 001      | Teilobjekt eines Baudenkmals | Herrenhaus |
| Schmiedegasse 28 (Karte)                                             | Orangerie          | Orangerie | 094 30122 002      | Teilobjekt eines Baudenkmals | Orangerie |
| Dobichauer Straße (Karte)                                            | Park               | Park | 094 30122 003      | Teilobjekt eines Baudenkmals | BW |
| Max-Klinger-Straße 27 (Karte)                                        | Gutsinspektorhaus  | Gutsinspektorhaus | 094 16357          | Baudenkmal                   | BW |
| Pfarrweg 1 (Karte)                                                   | Wohnhaus           | | 094 16351          | Baudenkmal                   | BW |
| Schmiedegasse 2 (Karte)                                              | Schmiede           | | 094 16350          | Baudenkmal                   | BW |
| Schmiedegasse 20 (Karte)                                             | Schäferei          | | 094 16354          | Baudenkmal                   | BW |
| Schmiedegasse 28 (Karte)                                             | Orangerie          | | 094 10708          | Baudenkmal                   | BW |
| St. Ruperti-Straße (Karte)                                           | Kapelle            | Die Friedhofskapelle, oder auch alte Kirche St. Rupert ist ein Rechteckbau mit Walmdach und Flachdecke. Über dem spitzbogigen Westportal befindet sich eine Bauinschrift aus dem Jahr 1758. Aus dieser Zeit stammt auch der im Gebäude befindliche Kanzelaltar mit gedrehten Säulen, geschnitzten Wangen und den Freifiguren zweier Engel. Die auf Grabsteinresten montierte Schnitzfigur des auferstandenen Christi befand sich ursprünglich auf dem Altar. | 094 09949          | Baudenkmal                   | BW |
| Telegrafenweg 8 (Karte)                                              | Park               | Haus Sonneck | 094 81301          | Baudenkmal                   | Park |
| Untergasse 2 (Karte)                                                 | Wohnhaus           | | 094 16358          | Baudenkmal                   | BW |
| Untergasse 6 (Karte)                                                 | Bauernhof          | | 094 16359          | Baudenkmal                   | BW |
| Untergasse 7 (Karte)                                                 | Bauernhof          | | 094 16360          | Baudenkmal                   | BW |
| Wasserstraße 1 (Karte)                                               | Zollhaus           | | 094 16361          | Baudenkmal                   | BW |
| Wasserstraße 13 (Karte)                                              | Gaststätte         | | 094 16345          | Baudenkmal                   | Gaststätte |
| Zum Hauseberg 4 (Karte)                                              | Villa              | | 094 16348          | Baudenkmal                   | BW |

### Großwilsdorf
| Lage                                                   | Bezeichnung | Beschreibung                         | Erfassungs- nummer | Ausweisungsart | Bild           |
| ------------------------------------------------------ | ----------- | ------------------------------------ | ------------------ | -------------- | -------------- |
| An der Straße Großwilsdorf–Kleinjena                   | Sitz        | Herrmannsbank                        | 094 81050          | Baudenkmal     |                |
| Am großen Teich 1 bis 19 Raufendorfer Gasse 10 (Karte) | Ortskern    |                                      | 094 81043          | Denkmalbereich | Ortskern       |
| Am Kleinen Teich 1 (Karte)                             | Bauernhof   |                                      | 094 81045          | Baudenkmal     | BW             |
| Am Kleinen Teich 6 (Karte)                             | Bauernhof   |                                      | 094 81047          | Baudenkmal     | BW             |
| Am Kleinen Teich 1 bis 10 (Karte)                      | Ortskern    |                                      | 094 81046          | Denkmalbereich | BW             |
| Raufendorfer Gasse (Karte)                             | Kirche      | Hautartikel: Dorfkirche Großwilsdorf | 094 81044          | Baudenkmal     | Weitere Bilder |
| Raufendorfer Gasse 2 bis 9 (Karte)                     | Straßenzug  |                                      | 094 81049          | Denkmalbereich | BW             |

### Hassenhausen
| Lage                   | Bezeichnung    | Beschreibung | Erfassungs- nummer | Ausweisungsart | Bild           |
| ---------------------- | -------------- | --- | ------------------ | -------------- | -------------- |
| Dorfstraße (Karte)     | Kirche         | Hauptartikel: Dorfkirche Hassenhausen | 094 30022          | Baudenkmal     | Weitere Bilder |
| Hauptstraße (Karte)    | Kriegerdenkmal | | 094 83523          | Baudenkmal     | Kriegerdenkmal |
| Obergasse 5 (Karte)    | Bauernhof      | | 094 83524          | Baudenkmal     | BW             |
| Obergasse 7, 9 (Karte) | Häusergruppe   | | 094 83525          | Denkmalbereich | Häusergruppe   |
| Untergasse 5 (Karte)   | Pfarrhaus      | Das ehemalige Pfarrhaus des Ortes ist heute Museum und Gedenkstätte zur Schlacht von Jena und Auerstedt im 1806. Das Gebäude ist ein barocker Putzbau mit einem Krüppelwalmdach. | 094 83522          | Baudenkmal     | Pfarrhaus      |

### Heiligenkreuz
| Lage                 | Bezeichnung              | Beschreibung | Erfassungs- nummer | Ausweisungsart | Bild           |
| -------------------- | ------------------------ | ------------ | ------------------ | -------------- | -------------- |
| Dorfstraße (Karte)   | Dorfkirche Heiligenkreuz | Kirche       | 094 95624          | Baudenkmal     | Weitere Bilder |
| Untergasse 4 (Karte) | Bauernhof                |              | 094 95622          | Baudenkmal     | Bauernhof      |

### Henne
| Lage                                                                       | Bezeichnung | Beschreibung                         | Erfassungs- nummer | Ausweisungsart | Bild     |
| -------------------------------------------------------------------------- | ----------- | ------------------------------------ | ------------------ | -------------- | -------- |
| Kreisstraße Naumburg–Freyburg An der Kreisstraße Naumburg–Freyburg (Karte) | Brauerei    | Gaststätte Zur Henne, ehem. Brauerei | 094 83144          | Baudenkmal     | Brauerei |
| Kreisstraße Naumburg–Freyburg (Karte)                                      | Kellerei    | Champagnerfabrik Neuhaus             | 094 83143          | Baudenkmal     | Kellerei |
| Kreisstraße Naumburg–Freyburg (Karte)                                      | Zollhaus    | Henne-Brücke                         | 094 83142          | Baudenkmal     | Zollhaus |

### Janisroda
| Lage                                                     | Bezeichnung              | Beschreibung | Erfassungs- nummer | Ausweisungsart | Bild   |
| -------------------------------------------------------- | ------------------------ | --- | ------------------ | -------------- | ------ |
| Dorfstraße (Karte)                                       | Kirche                   | Die ursprünglich romanische Dorfkirche wurde im Jahr 1861 erheblich verändert. Als Altar der Kirche dient ein spätgotisches Sakramentshäuschen aus der Zeit um 1500. Etwa aus derselben Zeit stammt eine Pietà aus Holz. In der Apsis befinden sich Reste von mittelalterlichen Wandgemälden. | 094 82893          | Baudenkmal     | Kirche |
| Dorfstraße (Karte)                                       | Kriegerdenkmal Janisroda | Kriegerdenkmal, 2018 als Kleindenkmal ausgewiesen | 107 05088          | Kleindenkmal   | BW     |
| Dorfstraße 6 (Karte)                                     | Bauernhof                | | 094 83378          | Baudenkmal     | BW     |
| Dorfstraße 2, 5 bis 10, 12, 23 bis 27, 30 bis 33 (Karte) | Anger                    | | 094 82894          | Denkmalbereich | Anger  |
| Dorfstraße 26 (Karte)                                    | Bauernhof                | | 094 83377          | Baudenkmal     | BW     |
| Dorfstraße 30 (Karte)                                    | Bauernhof                | | 094 83376          | Baudenkmal     | BW     |

### Kleinheringen
| Lage               | Bezeichnung    | Beschreibung | Erfassungs- nummer | Ausweisungsart | Bild           |
| ------------------ | -------------- | --- | ------------------ | -------------- | -------------- |
| Dorfstraße (Karte) | Kirche         | Von der ehemals barocken Kirche aus dem Jahr 1724 wurden einige Teile des Altarraumes in den heutigen, modernen Neubau mit einbezogen. Dazu gehört ein Kruzifix als Schnitzarbeit aus dem zweiten Viertel des 16. Jahrhunderts. Im hölzernen Glockenstuhl befindet sich eine Bronzeglocke aus dem Jahr 1700. | 094 95568          | Baudenkmal     | Weitere Bilder |
| Dorfstraße (Karte) | Kriegerdenkmal | | 094 95567          | Baudenkmal     | Kriegerdenkmal |

### Kleinjena
| Lage                                                                                          | Bezeichnung | Beschreibung | Erfassungs- nummer | Ausweisungsart | Bild           |
| --------------------------------------------------------------------------------------------- | ----------- | --- | ------------------ | -------------- | -------------- |
| Birkenweg 1, 2 Friedrich-Schulze-Straße 4, 5, 7 bis 10, 12 bis 21 Morgengasse 1 bis 3 (Karte) | Straßenzug  | | 094 81052          | Denkmalbereich | Straßenzug     |
| Birkenweg 10 (Karte)                                                                          | Bauernhof   | | 094 81056          | Baudenkmal     | Bauernhof      |
| Friedrich-Schulze-Straße (Karte)                                                              | Kirche      | Der weithin sichtbare neuromanische Bau wurde in den Jahren 1837 bis 1839 errichtet. Im Innern befinden sich klassizistische Emporen sowie ein Orgelprospekt aus dem Jahr 1839. Das Altarbild der Kirche stammt aus der Zeit um 1680 und zeigt die Anbetung des Kindes. | 094 81051          | Baudenkmal     | Weitere Bilder |
| Friedrich-Schulze-Straße 8 (Karte)                                                            | Bauernhof   | | 094 81053          | Baudenkmal     | Bauernhof      |
| Friedrich-Schulze-Straße 21 (Karte)                                                           | Pfarrhaus   | | 094 81054          | Baudenkmal     | Pfarrhaus      |

### Kreipitzsch
| Lage                                                            | Bezeichnung | Beschreibung | Erfassungs- nummer | Ausweisungsart | Bild |
| --------------------------------------------------------------- | ----------- | --- | ------------------ | -------------- | --- |
| Nordöstlich der Ortslage im Wald Am Abhang zum Saaletal (Karte) | Grabmal     | | 094 95626          | Baudenkmal     | [[Vorlage:Bilderwunsch/code!/C:51.107773,11.716029!/D:Nordöstlich der Ortslage im Wald Am Abhang zum Saaletal,!/\|BW]] |
| Dorfstraße 65, 66 (Karte)                                       | Gutshof     | Vom ehemaligen Gutshaus ist das aufwendige manieristische Hoftor mit einer Seitenpforte erhalten. Die 1866 restaurierte Toranlage kann mit einer Inschrift auf die Jahre 1625/28 datiert werden. Die Säulen und Gewände sind rustiziert, die Archivtrave ist diamantiert. Darüber befinden sich Wappenkartuschen. | 094 95625          | Baudenkmal     | Weitere Bilder |

### Kukulau
| Lage                  | Bezeichnung      | Beschreibung | Erfassungs- nummer | Ausweisungsart | Bild             |
| --------------------- | ---------------- | ------------ | ------------------ | -------------- | ---------------- |
| Dorfstraße (Karte)    | Scheune          |              | 094 81496          | Baudenkmal     | BW               |
| Dorfstraße 10 (Karte) | Schnitterkaserne |              | 094 81495          | Baudenkmal     | Schnitterkaserne |

### Lengefeld
| Lage       | Bezeichnung    | Beschreibung | Erfassungs- nummer | Ausweisungsart | Bild |
| ---------- | -------------- | ------------ | ------------------ | -------------- | ---- |
| Dorfstraße | Kriegerdenkmal |              | 094 95550          | Baudenkmal     |      |

### Löbschütz
| Lage                                   | Bezeichnung    | Beschreibung                                  | Erfassungs- nummer | Ausweisungsart | Bild           |
| -------------------------------------- | -------------- | --------------------------------------------- | ------------------ | -------------- | -------------- |
| Dorfstraße (Karte)                     | Kirche         |                                               | 094 95632          | Baudenkmal     | Weitere Bilder |
| Dorfstraße Westlich der Kirche (Karte) | Kriegerdenkmal | Denkmal für die Gefallenen des 1. Weltkrieges | 094 95633          | Baudenkmal     | Kriegerdenkmal |
| Dorfstraße 38 (Karte)                  | Pfarrhof       |                                               | 094 95631          | Baudenkmal     | Pfarrhof       |
| Dorfstraße 47 (Karte)                  | Bauernhof      |                                               | 094 95630          | Baudenkmal     | BW             |

### Meyhen
| Lage                                                              | Bezeichnung  | Beschreibung                                                            | Erfassungs- nummer | Ausweisungsart | Bild |
| ----------------------------------------------------------------- | ------------ | ----------------------------------------------------------------------- | ------------------ | -------------- | --- |
| An der Linde 1 (Karte)                                            | Wohnhaus     |                                                                         | 094 83786          | Baudenkmal     | BW |
| In der Gasse 1 Kirchstraße 20, 22, 24, 26, 35, 37, 39, 41 (Karte) | Straßenzug   |                                                                         | 094 30062          | Denkmalbereich | [[Vorlage:Bilderwunsch/code!/C:51.08486,11.822985!/D:In der Gasse 1 Kirchstraße 20, 22, 24, 26, 35, 37, 39, 41,!/\|BW]] |
| Kirchstraße (Karte)                                               | Kirche       | Hauptartikel: Dorfkirche Meyhen                                         | 094 83787          | Baudenkmal     | Weitere Bilder |
| Kirchstraße (Karte)                                               | Wohnturm     | romanischer Wohnturm ehemals vom 1979 abgerissenen Herrenhaus überbaut. | 094 83788          | Baudenkmal     | Weitere Bilder |
| Kirchstraße 2 (Karte)                                             | Bauernhof    |                                                                         | 094 83789          | Baudenkmal     | BW |
| Kirchstraße 6 (Karte)                                             | Bauernhof    |                                                                         | 094 83790          | Baudenkmal     | BW |
| Kirchstraße 17, 19, 21, 23, 25, 27 (Karte)                        | Straßenzeile |                                                                         | 094 83791          | Denkmalbereich | BW |

### Neidschütz
| Lage                                                  | Bezeichnung    | Beschreibung | Erfassungs- nummer | Ausweisungsart | Bild           |
| ----------------------------------------------------- | -------------- | --- | ------------------ | -------------- | -------------- |
| Ca. 2 km südlich des Ortes in freier Feldflur (Karte) | Bauernhof      | | 094 84390          | Baudenkmal     | BW             |
| Am Pfarrhaus 2 (Karte)                                | Pfarrhaus      | Das barocke Fachwerkwohnhaus mit einer Toranlage, bestehend aus Einfahrt und Fußgängerpforte, stammt inschriftlich aus dem Jahr 1618. | 094 83728          | Baudenkmal     | BW             |
| Herrengasse / Kugelbachstraße (Karte)                 | Kirche         | Hauptartikel: Dorfkirche Neidschütz                                                                                                   | 094 83732          | Baudenkmal     | Weitere Bilder |
| Herrengasse 1 (Karte)                                 | Scheune        | | 094 83729          | Baudenkmal     | BW             |
| Kugelbachstraße 2 (Karte)                             | Scheune        | | 094 83733          | Baudenkmal     | BW             |
| Meyhener Straße 7 (Karte)                             | Inschriftstein | | 094 83734          | Baudenkmal     | BW             |
| Meyhener Straße 11 (Karte)                            | Innungszeichen | | 094 83735          | Kleindenkmal   | BW             |
| Naumburger Straße 13 (Karte)                          | Gutshof        | | 094 83727          | Baudenkmal     | BW             |

### Neuflemmingen
| Lage                 | Bezeichnung | Beschreibung | Erfassungs- nummer | Ausweisungsart | Bild |
| -------------------- | ----------- | ------------ | ------------------ | -------------- | ---- |
| Dorfstraße 1 (Karte) | Wohnhaus    |              | 094 82888          | Baudenkmal     | BW   |

### Prießnitz
| Lage                                     | Bezeichnung                                   | Beschreibung | Erfassungs- nummer | Ausweisungsart | Bild                                                                                            |
| ---------------------------------------- | --------------------------------------------- | --- | ------------------ | -------------- | ----------------------------------------------------------------------------------------------- |
| Am Angstplatz (Karte)                    | Denkmal für die Gefallenen des 1. Weltkrieges | Kriegerdenkmal 2020 als Denkmal eingetragen | 107 05102          | Baudenkmal     | BW                                                                                              |
| Am Angstplatz (Karte)                    | Denkmal für den Deutsch-Französischen Krieg   | Kriegerdenkmal 2020 als Denkmal eingetragen | 107 05103          | Baudenkmal     | BW                                                                                              |
| Großmannstraße 1 (Karte)                 | Pfarrhaus                                     | | 094 83711          | Baudenkmal     | BW                                                                                              |
| Großmannstraße 9 (Karte)                 | Wohnhaus                                      | | 094 83713          | Baudenkmal     | BW                                                                                              |
| Großmannstraße 2, 4 Untergasse 1 (Karte) | Häusergruppe                                  | | 094 83714          | Denkmalbereich | [[Vorlage:Bilderwunsch/code!/C:51.095632,11.779672!/D:Großmannstraße 2, 4 Untergasse 1,!/\|BW]] |
| Großmannstraße Untergasse (Karte)        | Kirche                                        | Hauptartikel: Dorfkirche Prießnitz | 094 83715          | Baudenkmal     | Kirche                                                                                          |
| Naumburger Straße 14 (Karte)             | Ausspanne                                     | Die ehemalige Ausspanne ist ein bereits im 16. Jahrhundert erwähntes Gasthaus mit einer angeschlossenen Schmiede. Das Umgebindehaus stammt aus dem Jahr 1809 und wurde 1880 um einen Ziegelanbau erweitert.                                                                      | 094 83716          | Baudenkmal     | BW                                                                                              |
| Thüringer Straße 16 (Karte)              | Bauernhof                                     | Das ehemalige Vorwerk ist ein umfangreicher Hofkomplex und ging aus mittelalterlichen Vorwerk und nachmaligen Bünauischen Rittergut hervor. Die Vierseitanlage wurde in den Jahren 1731 sowie 1806/07 errichtet und besitzt geräumige Kelleranlagen und zwei rundbogige Hoftore. | 094 83717          | Baudenkmal     | Bauernhof                                                                                       |
| Naumburger Straße 25 (Karte)             | Bauernhof                                     | | 094 83718          | Baudenkmal     | BW                                                                                              |
| Naumburger Straße 26 (Karte)             | Wohnhaus                                      | Das giebelständige Wohnhaus mit einem angrenzenden Torbogen wurde im 17. Jahrhundert aus Bruchsteinen errichtet. Ein steinerner Aborterker ist an der Westwand in Resten erhalten.                                                                                               | 094 83813          | Baudenkmal     | BW                                                                                              |
| Neidschützer Straße (Karte)              | Platz                                         | Die auf dem sogenannten Angstplatz errichtete Stele erinnert an den 18. Oktober 1806, als die vorgesehene Brandschatzung des Dorfes durch den damaligen Pfarrer Christian Gottlob Leberecht Großmann verhindert wurde.                                                           | 094 83726          | Baudenkmal     | BW                                                                                              |
| Neidschützer Straße 2 (Karte)            | Bauernhof                                     | | 094 83719          | Baudenkmal     | BW                                                                                              |
| Obergasse 3 (Karte)                      | Inschriftstein                                | | 094 83712          | Baudenkmal     | BW                                                                                              |
| Obergasse 4 (Karte)                      | Wohnhaus                                      | | 094 83720          | Baudenkmal     | BW                                                                                              |
| Obergasse 27 (Karte)                     | Inschriftstein                                | | 094 83721          | Baudenkmal     | BW                                                                                              |
| Obergasse 29 (Karte)                     | Inschriftstein                                | | 094 83722          | Baudenkmal     | BW                                                                                              |
| Obergasse 31 (Karte)                     | Bauernhof                                     | | 094 83723          | Baudenkmal     | BW                                                                                              |
| Obergasse 43 (Karte)                     | Bauernhof                                     | | 094 83724          | Baudenkmal     | BW                                                                                              |
| Untergasse 12, 14, 16 (Karte)            | Straßenzeile                                  | | 094 83725          | Denkmalbereich | BW                                                                                              |

### Punschrau
| Lage                                                   | Bezeichnung  | Beschreibung                       | Erfassungs- nummer | Ausweisungsart | Bild           |
| ------------------------------------------------------ | ------------ | ---------------------------------- | ------------------ | -------------- | -------------- |
| Am süd-westlichen Ortsausgang Richtung Zäckwar (Karte) | Wegweiser    |                                    | 107 20015          | Kleindenkmal   | Wegweiser      |
| Dorfstraße (Karte)                                     | Kirche       | Hauptartikel: Dorfkirche Punschrau | 094 30024          | Baudenkmal     | Weitere Bilder |
| Dorfstraße 13, 14 (Karte)                              | Anger        |                                    | 094 84043          | Denkmalbereich | BW             |
| Dorfstraße 33, 34 (Karte)                              | Häusergruppe |                                    | 094 30023          | Denkmalbereich | Häusergruppe   |

### Rödigen
| Lage                                                                  | Bezeichnung | Beschreibung | Erfassungs- nummer | Ausweisungsart | Bild       |
| --------------------------------------------------------------------- | ----------- | ------------ | ------------------ | -------------- | ---------- |
| An der von Tultewitz in den Ort führenden Straße Links auf Rasenstück | Grenzstein  |              | 094 84402          | Kleindenkmal   | Grenzstein |

### Roßbach
| Lage | Bezeichnung            | Beschreibung | Erfassungs- nummer | Ausweisungsart | Bild |
| --- | ---------------------- | --- | ------------------ | -------------- | --- |
| ?? (Karte)                                                                                               | Weg                    | Sogenannte Kaiserstraße | 094 81314          | Baudenkmal     | BW |
| Südlich des Friedhofs bzw. der durch einen Hohlweg führenden „via regia“ An der oberen Hangkante (Karte) | Weinberghaus           | | 094 30115          | Baudenkmal     | [[Vorlage:Bilderwunsch/code!/C:51.168737,11.773435!/D:Südlich des Friedhofs bzw. der durch einen Hohlweg führenden „via regia“ An der oberen Hangkante,!/\|BW]] |
| Südwestlich des Ortes Südlich der Straße Roßbach–Großwilsdorf (Karte)                                    | Weinberghaus           | | 094 81322          | Baudenkmal     | [[Vorlage:Bilderwunsch/code!/C:51.169875,11.767173!/D:Südwestlich des Ortes Südlich der Straße Roßbach–Großwilsdorf,!/\|BW]]                                    |
| 18/34 Südwestlich der Ortslage (Karte)                                                                   | Weinberghaus           | | 094 81305          | Baudenkmal     | [[Vorlage:Bilderwunsch/code!/C:51.169977,11.770417!/D:18/34 Südwestlich der Ortslage,!/\|BW]]                                                                   |
| (Karte)                                                                                                  | Weinberghaus           | Weinberghaus 2020 als Denkmal eingetragen | 107 05101          | Baudenkmal     | BW |
| Am Leihdenberg (Karte)                                                                                   | Kirche                 | Die katholische Kirche St. Elisabeth wurde in den Jahren 1897/98 von Johann Gottfried Werner auf einem kreuzförmigen Grundriss unter Verwendung von Bruch- und Hausteinen errichtet. Das neugotische Schiff wurde dabei zwischen einem spätgotischen Chor mit 3/8 Schluss und dem Westturm eingefügt. Der Chor und das Turmerdgeschoss stammen aus einem Vorgängerbau aus der zweiten Hälfte des 15. Jahrhunderts. Im Chor befindet sich eine kielbogige Sakramentsnische. | 094 81308          | Baudenkmal     | Weitere Bilder |
| Am Leihdenberg an der Ecke des Lorenzschen Gehöfts Am Anstieg zur Kirche, die „Hölle“ genannt            | Gedenkstein            | | 094 83785          | Kleindenkmal   | |
| Am Leihdenberg 7 (Karte)                                                                                 | Bauernhof              | | 094 81307          | Baudenkmal     | Bauernhof |
| Am Leihdenberg 6 bis 11 Am Meisel Dr.-Friedrich-Röhr-Straße 11 bis 13, 17 bis 20                         | Ortskern               | | 094 81306          | Denkmalbereich | |
| Dr. Friedrich-Röhr-Straße (Karte)                                                                        | Kriegerdenkmal Roßbach | Kriegerdenkmal | 094 81310          | Baudenkmal     | Kriegerdenkmal Roßbach |
| Dr. Friedrich-Röhr-Straße 12                                                                             | Bauernhof              | | 094 81311          | Baudenkmal     | |
| Roßbacher Straße (B180) (Karte)                                                                          | Brücke                 | | 094 81326          | Baudenkmal     | Brücke |
| Weinberge Verbindungsstraße Weinberge-Roßbach                                                            | Silhouette             | | 107 05071          | Denkmalbereich | |
| Weinberge 18/31 (Karte)                                                                                  | Weinberghaus           | | 094 81325          | Baudenkmal     | BW |
| Weinberge 61 (Karte)                                                                                     | Wohnhaus               | | 094 81320          | Baudenkmal     | BW |
| Weinberge 63 bis 66 (Karte)                                                                              | Villa                  | Kaiservilla | 094 81319          | Baudenkmal     | BW |
| Weinberge 67 bis 74 (Karte)                                                                              | Straßenzeile           | | 094 81321          | Denkmalbereich | BW |
| Weinberge 68 (Karte)                                                                                     | Weinberghaus           | | 094 81315          | Baudenkmal     | BW |
| Weinberge 70 (Karte)                                                                                     | Weinberghaus           | Das Steinkauz genannte Weinberghaus ist zweigeschossig und wurde mit seiner rundturmartigen Architektur im Jahr 1555 errichtet. | 094 81316          | Baudenkmal     | BW |
| Weinberge 70 (Karte)                                                                                     | Weinberghaus           | | 094 81317          | Baudenkmal     | BW |
| Weinberge 73 (Karte)                                                                                     | Weinberghaus           | | 094 81323          | Baudenkmal     | BW |
| Weinberge 74                                                                                             | Weinberghaus           | | 094 81324          | Baudenkmal     | |

### Saaleck
| Lage                                                                                        | Bezeichnung           | Beschreibung | Erfassungs- nummer | Ausweisungsart | Bild           |
| ------------------------------------------------------------------------------------------- | --------------------- | --- | ------------------ | -------------- | -------------- |
| Spornlage zwischen Saale und einem von Südosten mündenden Seitental (Karte)                 | Burg                  | | 094 95557          | Baudenkmal     | Weitere Bilder |
| Südöstlich der Ortslage auf schmalem Grat zwischen Saale und einem kurzen Seitental (Karte) | Burg                  | | 094 95558          | Baudenkmal     | Weitere Bilder |
| Nordöstlich der Rudelsburg (Karte)                                                          | Denkmal               | | 094 95562          | Baudenkmal     | Weitere Bilder |
| Nordöstlich der Rudelsburg (Karte)                                                          | Denkmal               | Der Kaiser-Wilhelm-I.-Obelisk stammt aus dem Jahr 1890. Der Sockel des Denkmals wurde in einer Ädikulaarchitektur mit einer Rustizierung errichtet.                                                                  | 094 95563          | Baudenkmal     | Weitere Bilder |
| Nordöstlich der Rudelsburg (Karte)                                                          | Denkmal               | Das Löwendenkmal wurde 1926 von Hermann Hosäus unter Einbeziehung des anstehenden Felsens als Ehrenmal für die in den Jahren 1914–1918 Gefallenen des Kösener S.C. Verbandes errichtet.                              | 094 95564          | Baudenkmal     | Weitere Bilder |
| Am Saaleck (Karte)                                                                          | Kirche                | | 094 95554          | Baudenkmal     | Weitere Bilder |
| Am Saaleck (Karte)                                                                          | Leichenhalle          | | 094 95556          | Baudenkmal     | BW             |
| Am Saaleck 1 (Karte)                                                                        | Toranlage             | | 094 95555          | Baudenkmal     | BW             |
| Am Saaleck 5 (Karte)                                                                        | Pfarrhof              | Der 1899 in neugotischen Formen errichtete Pfarrhof ist mit der älteren Scheune und dem dazugehörigen Garten einer der repräsentativsten Pfarrhöfe des Kreises.                                                      | 094 95553          | Baudenkmal     | Pfarrhof       |
| Am Saaleck 18 (Karte)                                                                       | Landhaus              | | 094 30125          | Baudenkmal     | Weitere Bilder |
| Am Burgberg 18, 20 (Karte)                                                                  | Wohn- und Atelierhaus | Atelierhaus mit Torhaus: Saalecker Werkstätten, Architekt Schultze-Naumburg Torhaus: Am Burgberg 18 | 094 95559          | Baudenkmal     | Weitere Bilder |
| Am Burgberg 25 (Karte)                                                                      | Wohnhaus              | Das in seiner Architektur an den Weinberghäusern der Umgebung orientierte Wohnhaus besitzt ein Zwerchhaus mit Palladio-Motiv. Es ist eingeschossig und gilt mit seiner Lage den Saalecker Werkstätten als zugehörig. | 094 95560          | Baudenkmal     | BW             |
| Am Burgberg 31 (Karte)                                                                      | Wohnhaus              | | 094 95561          | Baudenkmal     | Wohnhaus       |
| Kreisstraße Großheringen-Naumburg (Karte)                                                   | Brücke                | | 094 95551          | Baudenkmal     | BW             |
| Kreisstraße Richtung Großheringen (Karte)                                                   | Brücke                | | 094 95552          | Baudenkmal     | BW             |

### Saalhäuser
| Lage       | Bezeichnung | Beschreibung | Erfassungs- nummer | Ausweisungsart | Bild |
| ---------- | ----------- | ------------ | ------------------ | -------------- | ---- |
| Saalhäuser | Winzergut   | Saalhäuser   | 094 83229          | Baudenkmal     |      |

### Schellsitz
| Lage                                | Bezeichnung    | Beschreibung | Erfassungs- nummer | Ausweisungsart | Bild           |
| ----------------------------------- | -------------- | ------------ | ------------------ | -------------- | -------------- |
| Auf Hügel nördlich vorm Ort (Karte) | Mühle          |              | 094 95656          | Baudenkmal     | Weitere Bilder |
| Dorfstraße (Karte)                  | Kirche         |              | 094 95658          | Baudenkmal     | Weitere Bilder |
| Dorfstraße (Karte)                  | Kriegerdenkmal |              | 094 95657          | Baudenkmal     | BW             |
| Dorfstraße 1 bis 6 (Karte)          | Straßenzug     |              | 094 95663          | Denkmalbereich | BW             |
| Dorfstraße 22 (Karte)               | Bauernhof      |              | 094 95665          | Baudenkmal     | BW             |
| Dorfstraße 31 (Karte)               | Wohnhaus       |              | 094 95661          | Baudenkmal     | BW             |
| Dorfstraße 33 (Karte)               | Scheune        |              | 094 95660          | Baudenkmal     | BW             |
| Dorfstraße 45 (Karte)               | Bauernhof      |              | 094 95659          | Baudenkmal     | BW             |

### Schieben
| Lage          | Bezeichnung | Beschreibung | Erfassungs- nummer | Ausweisungsart | Bild |
| ------------- | ----------- | ------------ | ------------------ | -------------- | ---- |
| Dorfstraße 21 | Bauernhof   |              | 094 95543          | Baudenkmal     |      |
| Dorfstraße 24 | Wohnhaus    |              | 094 95544          | Baudenkmal     |      |

### Schulpforte
| Lage | Bezeichnung                                          | Beschreibung                                                                                     | Erfassungs- nummer | Ausweisungsart               | Bild |
| --- | ---------------------------------------------------- | ------------------------------------------------------------------------------------------------ | ------------------ | ---------------------------- | --- |
| in der Saaleaue zwischen Bad Kösen und Almrich am orographisch rechten Saaleufer (Karte)                                                                                      | Damm                                                 | zur Klosteranlage gehörender Damm, urkundlich bereits 1302 erwähnt, 2017 als Denkmal ausgewiesen | 094 30645          | Baudenkmal                   | BW |
| Östlich, außerhalb der Klostermauer Am Hangfuß (Karte) | Brunnenhaus                                          | Klopstock-Quelle                                                                                 | 094 83699          | Baudenkmal                   | Brunnenhaus |
| Etwa 300 m nördlich des Klosters, unmittelbar an der Saale (Karte) | Fischerhaus                                          | Fischhaus                                                                                        | 094 83696          | Baudenkmal                   | [[Vorlage:Bilderwunsch/code!/C:51.147735,11.749899!/D:Etwa 300 m nördlich des Klosters, unmittelbar an der Saale,!/\|BW]] |
| Zwischen Bad Kösen und Naumburg-Almrich, am orographisch rechten Saaleufer, parallel zum Fluss (Karte)                                                                        | Kanal                                                | Kleine Saale                                                                                     | 094 83698          | Baudenkmal                   | Kanal |
| Naumburger Straße, westlich des Klosters, zwischen Kleiner Saale und Bundesstraße 87 (Karte)                                                                                  | Köppelberg                                           | ab 1154 betriebener Weinberg, 2017 als Denkmal ausgewiesen                                       | 094 30636          | Baudenkmal                   | BW |
| Schulstraße (Karte) | Bildstock                                            | Betsäule                                                                                         | 094 80309          | Baudenkmal                   | Bildstock |
| Schulstraße 4 bis 6 (Karte) | Forsthof                                             | Wildmeisterei                                                                                    | 094 83697          | Baudenkmal                   | Forsthof |
| Schulstraße 7 bis 24 (Karte) | Zisterzienserabtei Pforta                            | Kloster Kloster Pforte (Sancta Maria ad Portam), Schulpforta                                     | 094 83695          | Baudenkmal                   | Weitere Bilder |
| Schulstraße 12 (Karte) | Kirche                                               | Kirche                                                                                           | 094 83695 001      | Teilobjekt eines Baudenkmals | Weitere Bilder |
| Schulstraße 18 (Karte) | Kapelle                                              | Kapelle                                                                                          | 094 83695 002      | Teilobjekt eines Baudenkmals | Weitere Bilder |
| Schulstraße 13, im Westen des Klostergeländes, nahe des Torhauses (Karte) | Stall                                                | Stall                                                                                            | 094 83695 003      | Teilobjekt eines Baudenkmals | Stall |
| Schulstraße 11, gegenüber dem Schulhaupteingang am Mühlteich (Karte) | Mühle                                                | Mühle                                                                                            | 094 83695 004      | Teilobjekt eines Baudenkmals | Weitere Bilder |
| Schulpforte sowie die weiteren Naumburger Ortsteile Almrich, Bad Kösen, Flemmingen, Fränkenau, Kukulau sowie zum Ortsteil Niedermöllern der Gemeinde Lanitz-Hasseltal (Karte) | Kloster Pforte (Sancta Maria ad Portam), Schulpforta | ehemaliges Zisterzienserkloster mitsamt Umgebung, 2017 als Denkmal ausgewiesen                   | 094 30637          | Denkmalbereich               | Kloster Pforte (Sancta Maria ad Portam), Schulpforta                                                                      |

### Stendorf
| Lage                              | Bezeichnung | Beschreibung | Erfassungs- nummer | Ausweisungsart | Bild |
| --------------------------------- | ----------- | ------------ | ------------------ | -------------- | ---- |
| Stendorf                          | Unterstand  | Krähenhütte  | 107 20021          | Baudenkmal     |      |
| Kreisstraße Richtung Großheringen | Brücke      |              | 094 95565          | Baudenkmal     |      |

### Tultewitz
| Lage                                   | Bezeichnung    | Beschreibung | Erfassungs- nummer | Ausweisungsart | Bild           |
| -------------------------------------- | -------------- | --- | ------------------ | -------------- | -------------- |
| Auf Anhöhe südöstlich vom Dorf (Karte) | Mühle          | | 094 95542          | Baudenkmal     | Weitere Bilder |
| Dorfstraße (Karte)                     | Brunnen        | Margaretenbrunnen | 094 95537          | Baudenkmal     | Brunnen        |
| Dorfstraße (Karte)                     | Kirche         | Die Evangelische Kirche befindet sich auf dem ummauerten Friedhof des Ortes. Der im Kern aus dem Mittelalter stammende Turm wurde in den Jahren 1780 bis 1783 mit einem Achteckaufsatz und einer Haube erweitert. Aus dieser Zeit stammt auch das saalartige Schiff. Im Innern befinden sich in Schiff und Altarraum flache Putzdecken sowie ein hoher spitzbogiger Chorbogen. Die Ausstattung mit der zweigeschossigen Hufeisenempore mit Patronatsstuhl sowie dem Orgelprospekt und dem Kanzelaltar mit seitlichen Durchgängen stammt einheitlich aus den Jahren nach 1780. | 094 95541          | Baudenkmal     | Weitere Bilder |
| Dorfstraße (Karte)                     | Kriegerdenkmal | | 094 95534          | Baudenkmal     | Kriegerdenkmal |
| Dorfstraße (Karte)                     | Kriegerdenkmal | | 094 95535          | Baudenkmal     | Kriegerdenkmal |
| Dorfstraße 4 (Karte)                   | Bauernhof      | | 094 95538          | Baudenkmal     | Bauernhof      |
| Dorfstraße 9 (Karte)                   | Toranlage      | | 094 95536          | Baudenkmal     | Toranlage      |
| Dorfstraße 10, 11 (Karte)              | Straßenzeile   | Ortskern | 094 95539          | Denkmalbereich | Straßenzeile   |
| Dorfstraße 15 (Karte)                  | Bauernhof      | | 094 95540          | Baudenkmal     | BW             |
| Dorfstraße 22 (Karte)                  | Schmiede       | | 107 05060          | Baudenkmal     | BW             |

### Weinberg
| Lage | Bezeichnung  | Beschreibung               | Erfassungs- nummer | Ausweisungsart | Bild |
| --- | ------------ | -------------------------- | ------------------ | -------------- | --- |
| An der Kante des südlichen Saalehangs, mitten im Wald                                                                         | Gedenkstein  |                            | 094 83702          | Baudenkmal     | |
| Südlich an den mons omnium sanctorum anschließend, den Fahrweg nach Bad Kösen auf eine Länge von ca. 200 m begleitend (Karte) | Mauer        | Stützmauer, Weinbergsmauer | 094 30061          | Baudenkmal     | [[Vorlage:Bilderwunsch/code!/C:51.14935,11.747249!/D:Südlich an den mons omnium sanctorum anschließend, den Fahrweg nach Bad Kösen auf eine Länge von ca. 200 m begleitend,!/\|BW]] |
| Weinberge 28 | Weinberghaus | Weinberghaus               | 094 18818          | Baudenkmal     | |
| Weinberge 35 (Karte) | Weinberg     | Äpplerberge                | 094 83700          | Baudenkmal     | BW |
| Weinberge 37a (Karte) | Weinberg     | mons omnium sanctorum      | 094 83701          | Baudenkmal     | BW |
| Weinberge 39a | Weinberghaus |                            | 094 30003          | Baudenkmal     | |

### Wettaburg
| Lage                                           | Bezeichnung          | Beschreibung | Erfassungs- nummer | Ausweisungsart | Bild                                                                                                  |
| ---------------------------------------------- | -------------------- | ------------ | ------------------ | -------------- | --- |
| Auf dem Kirchberg über dem Dorf (Karte)        | Dorfkirche Wettaburg | Kirche       | 094 83638          | Baudenkmal     | Dorfkirche Wettaburg                                                                                  |
| Auf dem Kirchberg, westlich der Kirche (Karte) | Kriegerdenkmal       |              | 094 83637          | Baudenkmal     | [[Vorlage:Bilderwunsch/code!/C:51.094989,11.838262!/D:Auf dem Kirchberg, westlich der Kirche,!/\|BW]] |
| Ca. 600 m südlich der Ortslage im Wald         | Wegweiser            |              | 094 83483          | Baudenkmal     | |
| Lindnerstraße 2, 3, 5, 7, 9, 10 (Karte)        | Straßenzug           |              | 094 83639          | Denkmalbereich | BW |
| Wethautalstraße 27 Bei der Herrenmühle (Karte) | Brücke               |              | 094 96193          | Baudenkmal     | [[Vorlage:Bilderwunsch/code!/C:51.094353,11.838008!/D:Wethautalstraße 27 Bei der Herrenmühle,!/\|BW]] |
| Wethautalstraße 29 (Karte)                     | Bauernhof            |              | 094 83640          | Baudenkmal     | BW |

## Ehemalige Kulturdenkmale nach Ortsteilen
Die nachfolgenden Objekte waren ursprünglich ebenfalls denkmalgeschützt oder wurden in der Literatur als Kulturdenkmale geführt. Die Denkmale bestehen jedoch nicht mehr, ihre Unterschutzstellung wurde aufgehoben oder sie werden nicht mehr als Denkmale betrachtet.

### Bad Kösen
| Lage                                                      | Bezeichnung             | Beschreibung | Erfassungs- nummer | Ausweisungsart | Bild |
| --------------------------------------------------------- | ----------------------- | ------------ | ------------------ | -------------- | ---- |
| Naumburger Straße 2                                       | Wohn- und Geschäftshaus |              | 094 83223          |                |      |
| Naumburger Straße 1, 2, 3, 4, Rudolf-Breitscheid-Straße 1 | Straßenzeile            |              | 094 83222          |                |      |
| Rudolf-Breitscheid-Straße 17                              | Wohnhaus                |              | 094 83218          |                |      |

### Großjena
| Lage                         | Bezeichnung | Beschreibung | Erfassungs- nummer | Ausweisungsart | Bild |
| ---------------------------- | ----------- | --- | ------------------ | -------------- | ---- |
| Max-Klinger-Straße 1 (Karte) | Bauernhof   | Bauernhof Nach Baumaßnahmen ging die Denkmaleigenschaft verloren. 2023 erfolgte die Streichung aus dem Denkmalverzeichnis. | 094 16346          | Baudenkmal     | BW   |
| Pfarrweg 6, 7                | Pfarrhof    | Pfarrhof | 094 10709          |                |      |

### Großwilsdorf
| Lage                 | Bezeichnung | Beschreibung | Erfassungs- nummer | Ausweisungsart | Bild |
| -------------------- | ----------- | ------------ | ------------------ | -------------- | ---- |
| Raufendorfer Gasse 1 | Bauernhof   |              | 094 81048          |                |      |

### Heiligenkreuz
| Lage                 | Bezeichnung | Beschreibung | Erfassungs- nummer | Ausweisungsart | Bild |
| -------------------- | ----------- | --- | ------------------ | -------------- | ---- |
| Untergasse 7 (Karte) | Bauernhof   | Bauernhof Der westliche Teil der Hofanlage wurde bereits vor dem Jahr 2000, der mittlere Wirtschaftsflügel zwischen 2001 und 2005 abgerissen. Die Austragung aus dem Denkmalverzeichnis erfolgte am 28. April 2020. | 094 95623          | Baudenkmal     | BW   |

### Kleinheringen
| Lage          | Bezeichnung | Beschreibung | Erfassungs- nummer | Ausweisungsart | Bild |
| ------------- | ----------- | ------------ | ------------------ | -------------- | ---- |
| Dorfstraße 4a | Scheune     |              | 094 95569          |                |      |

### Kleinjena
| Lage        | Bezeichnung | Beschreibung | Erfassungs- nummer | Ausweisungsart | Bild |
| ----------- | ----------- | ------------ | ------------------ | -------------- | ---- |
| Birkenweg 3 | Schule      |              | 094 81055          |                |      |

### Neidschütz
| Lage          | Bezeichnung | Beschreibung | Erfassungs- nummer | Ausweisungsart | Bild |
| ------------- | ----------- | --- | ------------------ | -------------- | ---- |
| Herrengasse 3 | Bauernhof   | Bauernhof Die Hofanlage wurde zwischen 2002 und 2004 vollständig abgerissen. Die Austragung aus dem Denkmalverzeichnis erfolgte am 4. Mai 2020. | 094 83730          | Baudenkmal     |      |
| Herrengasse 4 | Bauernhaus  | | 094 83731          |                |      |

### Roßbach
| Lage                                      | Bezeichnung  | Beschreibung | Erfassungs- nummer | Ausweisungsart | Bild |
| ----------------------------------------- | ------------ | --- | ------------------ | -------------- | ---- |
| Am Meisel 1                               | Gasthof      | Gasthof Das Hauptgebäude wurde bis auf Reste des Erdgeschosses vollständig abgerissen, so dass die Denkmaleigenschaft verloren ging. Die Austragung aus dem Denkmalverzeichnis erfolgte am 14. April 2020. | 094 81309          | Baudenkmal     |      |
| Dr. Friedrich-Röhr-Straße 2, Weinstraße 8 | Häusergruppe | | 094 81313          |                |      |
| Weinberge 72                              | Weinberghaus | Sültzers Weinberg | 094 30581          |                |      |

### Schellsitz
| Lage          | Bezeichnung | Beschreibung | Erfassungs- nummer | Ausweisungsart | Bild |
| ------------- | ----------- | --- | ------------------ | -------------- | ---- |
| Dorfstraße 1  | Bauernhaus  | mitteldeutsches Bauernhaus aus der zweiten Hälfte des 18. Jahrhunderts, nach einem genehmigten Abbruch wurde das Objekt im Jahr 2017 aus dem Denkmalverzeichnis ausgetragen | 094 95662          | Baudenkmal     |      |
| Dorfstraße 19 | Bauernhof   | | 094 95664          |                |      |

### Stendorf
| Lage                 | Bezeichnung | Beschreibung | Erfassungs- nummer | Ausweisungsart | Bild    |
| -------------------- | ----------- | ------------ | ------------------ | -------------- | ------- |
| Dorfstraße 7 (Karte) | Gutshof     |              | 094 95566          |                | Gutshof |

### Wettaburg
| Lage                                                                        | Bezeichnung                                      | Beschreibung | Erfassungs- nummer | Ausweisungsart | Bild |
| --------------------------------------------------------------------------- | ------------------------------------------------ | --- | ------------------ | -------------- | ---- |
| Am Ortseingang aus Richtung Wetterscheidt kommend links in der Brückenmauer | Denkmal für den Österreichisch-Preußischen Krieg | Kriegerdenkmal Der Gedenkstein konnte bei einer Begehung am 30. April 2020 nicht mehr aufgefunden werden und wurde daher im Mai 2020 aus dem Denkmalverzeichnis ausgetragen. | 094 84407          | Baudenkmal     |      |

## Legende
In den Spalten befinden sich folgende Informationen:
- Lage: Nennt den Straßennamen und wenn vorhanden die Hausnummer des Kulturdenkmals. Die Grundsortierung der Liste erfolgt nach dieser Adresse. Der Link „Karte“ führt zu verschiedenen Kartendarstellungen und nennt die geographischen Koordinaten.
Link zu einem Kartenansichtstool, um Koordinaten zu setzen. In der Kartenansicht sind Baudenkmale ohne Koordinaten mit einem roten bzw. orangen Marker dargestellt und können in der Karte gesetzt werden. Baudenkmale ohne Bild sind mit einem blauen bzw. roten Marker gekennzeichnet, Baudenkmale mit Bild mit einem grünen bzw. orangen Marker.
- Offizielle Bezeichnung: Nennt den Namen, die Bezeichnung oder zumindest die Art des Kulturdenkmals und verlinkt, soweit vorhanden, auf den Artikel zum Objekt.
- Beschreibung: Nennt bauliche und geschichtliche Einzelheiten des Kulturdenkmals, vorzugsweise die Denkmaleigenschaften.
- Erfassungsnummer: Für jedes Kulturdenkmal wird in Sachsen-Anhalt eine 20stellige Erfassungsnummer vergeben. Die letzten zwölf Ziffern werden für die Untergliederung nach Teilobjekten genutzt und werden nur angegeben, soweit vergeben. In dieser Spalte kann sich folgendes Icon  befinden, dies führt zu Angaben zu diesem Baudenkmal bei Wikidata.
- Ausweisungsart: Die Einordnung des Denkmales nach § 2 Abs. 2 DenkmSchG LSA
- Bild: Ein Bild des Denkmales, und gegebenenfalls einen Link zu weiteren Fotos des Kulturdenkmals im Medienarchiv Wikimedia Commons. Wenn man auf das Kamerasymbol klickt, können Fotos zu Kulturdenkmalen aus dieser Liste hochgeladen werden: